# 葛城稜
葛城稜（かつらぎ　りょう）は、日本の小説家、脚本家。

## 経歴
横浜出身。横浜商業高校卒業後、職業訓練校でグラフィックデザインを学ぶ。サンリオの商品デザイナーを経て、「プログラム・アシャ　風たちの覚醒」で作家デビュー。

## 作品

### 著作
- プログラム・アシャ　風たちの覚醒（1990年、朝日ソノラマ、イラスト：高田明美） ISBN 9784257765226
- 神の接吻（1990年、朝日ソノラマ、イラスト：高野道子）　ISBN 9784257765424
- 紫瞳の堕神（1991年、朝日ソノラマ、イラスト：高野道子） ISBN 9784257765738
- 天使の記憶―聖牙神話2（1991年、朝日ソノラマ、イラスト：高野道子)　ISBN  9784257765516
- 楽園の造形主 (1992年、大陸書房) ISBN 9784803339581
- メタリック・チェイス（1992年、朝日ソノラマ、イラスト：斉藤友子）　ISBN 9784257766209
- 黎血の魔少年（1992年、朝日ソノラマ、イラスト：高野道子） ISBN 9784257765912
- 破壊神復活（1992年、朝日ソノラマ、イラスト：高野道子） ISBN 9784257766315
- 妖精のそだてかた（1994年、白泉社、イラスト：高田美苗）ISBN 9784592731207
- 亜妖精物語（1996年、オプトコミュニケーションズ、イラスト：出渕裕）ISBN　9784072194904
- 世界に伝わる指輪の物語（2002年、新紀元社、イラスト：高田美苗） ISBN 9784775300770
- Lemni3003 未だ見ぬ女神たちへ（2002年、光文社） ISBN 9784334901066 - 「音秘女」（ビジュアル：浜津守）
- もののけ化石の物語（2002年、新紀元社、イラスト：高田美苗） ISBN 9784775300770

### 脚本
- ルパン三世 生きていた魔術師（2002年）